# Lupinus purosericeus
Lupinus purosericeus är en ärtväxtart som beskrevs av Charles Piper Smith. Lupinus purosericeus ingår i släktet lupiner, och familjen ärtväxter. Inga underarter finns listade i Catalogue of Life.